# Jean Kleberger
 (avril 2025).
La mise en forme du texte ne suit pas les recommandations de Wikipédia : il faut le « wikifier ».
Les points d'amélioration suivants sont les cas les plus fréquents. Le détail des points à revoir est peut-être précisé sur la page de discussion.
- Les titres sont pré-formatés par le logiciel. Ils ne sont ni en capitales, ni en gras.
- Le texte ne doit pas être écrit en capitales (les noms de famille non plus), ni en gras, ni en italique, ni en « petit »…
- Le gras n'est utilisé que pour surligner le titre de l'article dans l'introduction, une seule fois.
- L'italique est rarement utilisé : mots en langue étrangère, titres d'œuvres, noms de bateaux, etc.
- Les citations ne sont pas en italique mais en corps de texte normal. Elles sont entourées par des guillemets français : « et ».
- Les listes à puces sont à éviter, des paragraphes rédigés étant largement préférés. Les tableaux sont à réserver à la présentation de données structurées (résultats, etc.).
- Les appels de note de bas de page (petits chiffres en exposant, introduits par l'outil «  Source ») sont à placer entre la fin de phrase et le point final[comme ça].
- Les liens internes (vers d'autres articles de Wikipédia) sont à choisir avec parcimonie. Créez des liens vers des articles approfondissant le sujet. Les termes génériques sans rapport avec le sujet sont à éviter, ainsi que les répétitions de liens vers un même terme.
- Les liens externes sont à placer uniquement dans une section « Liens externes », à la fin de l'article. Ces liens sont à choisir avec parcimonie suivant les règles définies. Si un lien sert de source à l'article, son insertion dans le texte est à faire par les notes de bas de page.
- La présentation des références doit suivre les conventions bibliographiques. Il est recommandé d'utiliser les modèles {{Ouvrage}}, {{Chapitre}}, {{Article}}, {{Lien web}} et/ou {{Bibliographie}}. Le mode d'édition visuel peut mettre en forme automatiquement les références.
- Insérer une infobox (cadre d'informations à droite) n'est pas obligatoire pour parachever la mise en page.

Pour une aide détaillée, merci de consulter Aide:Wikification.
Si vous pensez que ces points ont été résolus, vous pouvez retirer ce bandeau et améliorer la mise en forme d'un autre article.
Jean Kleberger — Johann Kleeberger ou Jean Cléberger, etc. —, né le 6 février 1485 à Nuremberg et mort le 6 septembre 1546 à Lyon, est un marchand et philanthrope allemand du XVIe siècle, rattaché à l'histoire de la ville de Lyon. 

## Historique
La vie de Jean Kleberger (son prénom varie d’ailleurs selon les sources) est un homme d’affaires qui a fait fortune dans la finance. Il était actif notamment à Berne et à Genève avant d’arriver à Lyon, où il s’établit définitivement en 1532.
Très généreux il soutient avec largesse les institutions charitables afin d’apporter un soulagement aux conditions de vie des plus démunis. Le 10 décembre 1545 il est nommé échevin de la ville de Lyon. Un poste qu’il n’occupera que peu de temps puisqu’il meurt le 6 septembre 1546.
Peu après la mort de Jean, une statue en bois lui rend hommage sur les quais de Saône, sous les rochers de Pierre Scize.  Il est présenté en costume romain, est érigée en son honneur. 

## L'Homme de la Roche
Au niveau du no 61 du quai Pierre-Scize, sur la rive droite de la Saône, se trouve la place de L'Homme de la Roche : dans une petite grotte se dresse la statue dite L'Homme de la Roche ou Le Bon allemand représentant Jean Kleberger.
Dès la mort de Kleberger, connu comme « l'homme qui marie les filles pauvres », une statue de bois est érigée à son effigie à l'instar des saints de son temps. Très abîmée, elle est renouvelée en 1729, puis le 24 juin 1820 : cette dernière ayant perdu sa tête suite à un accident est remplacée en 1849 par une statue en pierre,. 
La statue actuelle, réalisée par l'architecte René Dardel et le sculpteur Pierre Toussaint Bonnaire, est en pierre de Cruas, et installée sur un piédestal de roche haut de 4,25 m. Elle est inaugurée le 16 septembre 1849. Elle représente Jean Kleberger en bourgeois tenant les symboles de sa libéralité : son testament dans la main gauche, et sa bourse dans la main droite.
Un projet du père de Frédéric Flachéron, architecte de la ville, propose en 1805 d'excaver la grotte pour régler un problème de manque d'eau dans le quartier, et de rajouter un lion crachant l'eau et une façade de temple dorique. Même si les travaux ont commencé en 1822, ils sont abandonnés en 1825 et les colonnes sont réutilisées pour le Grand Théâtre. La grotte est creusée entre 1848 et 1849 avant d'y placer la nouvelle statue. 
De par sa réussite sociale et ses actions envers les plus faibles, Jean Cléberger est entré dans l'histoire de la ville et la mémoire lyonnaise. il incarne aujourd'hui l'image d'un homme généreux et engagé.

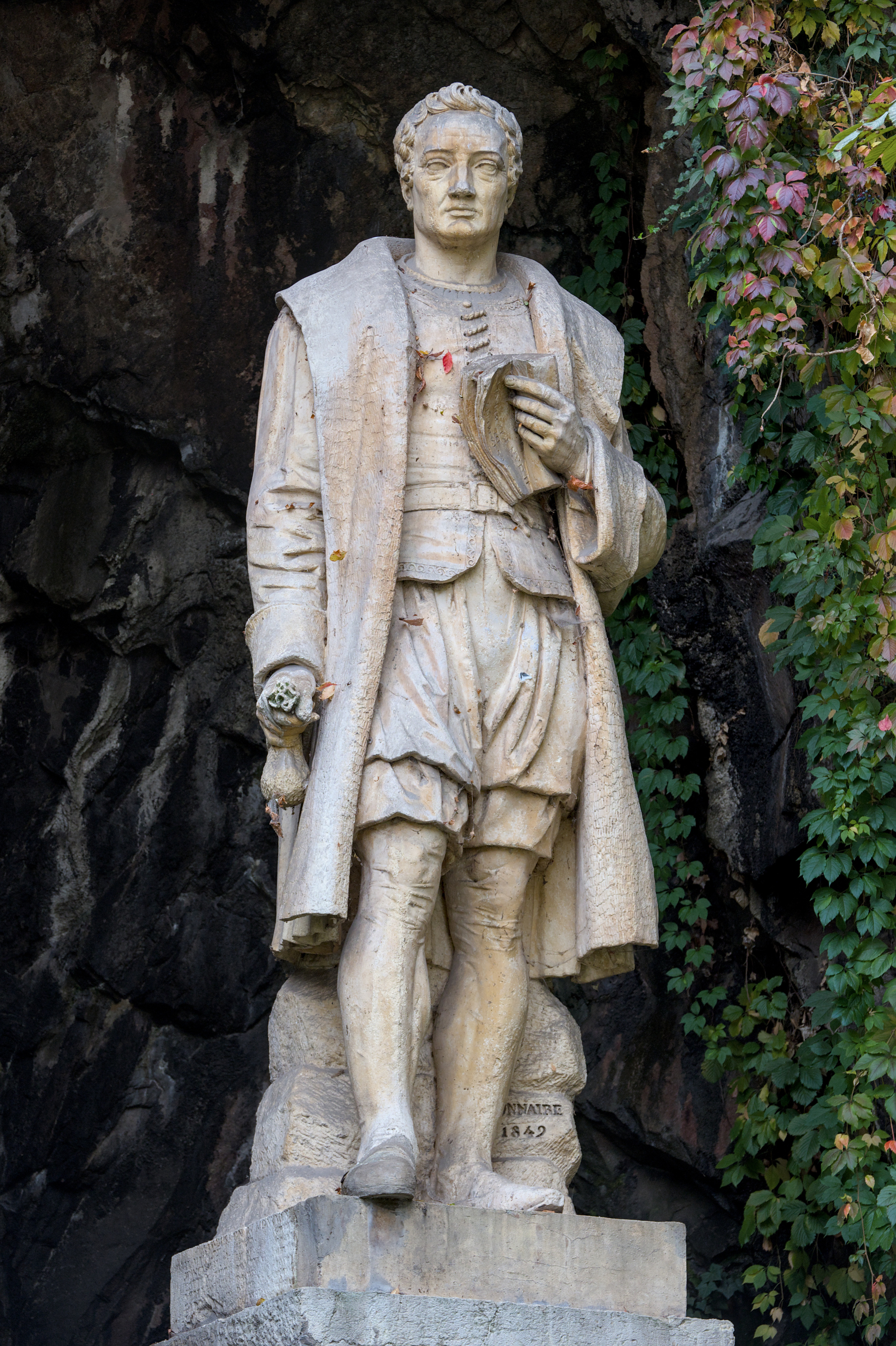
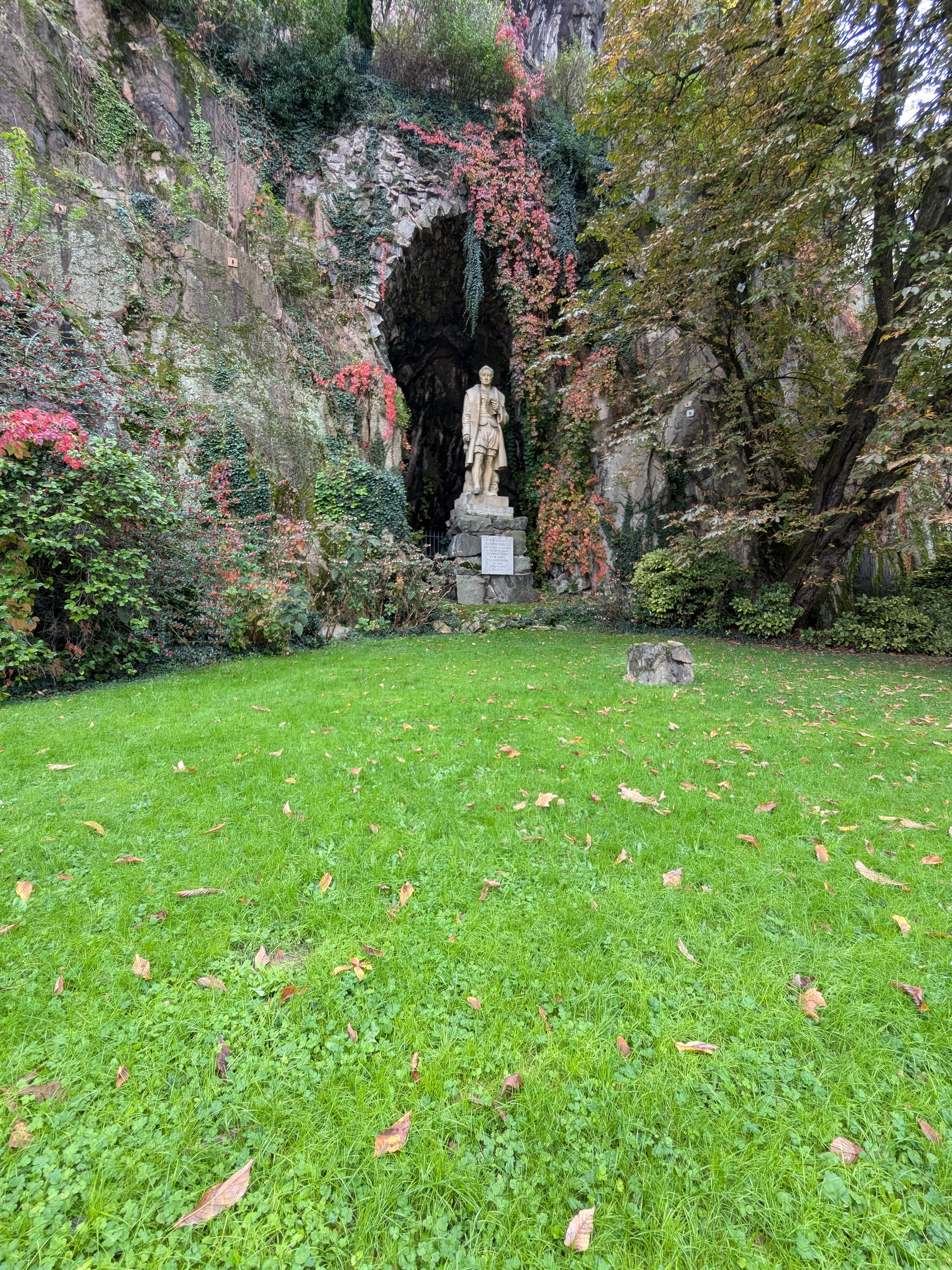
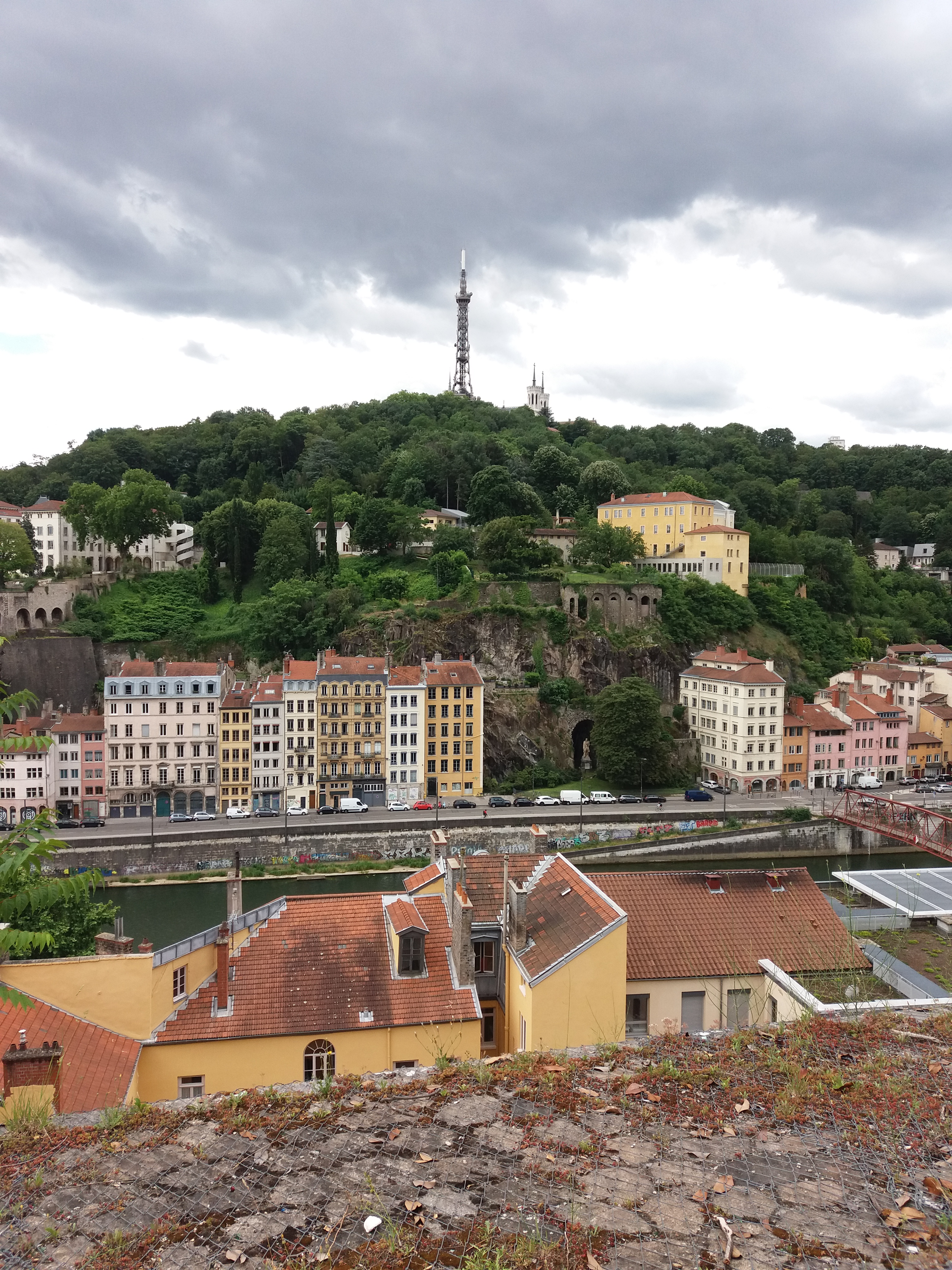

## Que sait-on du «bon Allemand»?
La réponse à cette question est complexe, du fait que ce personnage apparaît, selon les sources, sous les noms de Johan, Johann(es), Hans ou Jean Kleberger, Kleeberger, Cleberge ou Cleberg(er).
Un extrait des registres publics de Genève montre que Kleberger s'est rendu à Lyon le 7 juin 1527 motivé sans doute par des opérations commerciales de la maison Imhof de Nuremberg dans laquelle il travaille et qui a un comptoir à Lyon. Il n'y reste pas longtemps, car le 23 septembre 1528, il épouse à Nuremberg Felicitas Pirkheimer, fille d'un notable de la ville. Celle-ci meurt deux ans après le 29 mai 1530.
Une chose est sûre, Kleberger est à Lyon en 1531, l’année de « la grande cherté » : la misère est alors si dure que le clergé a informé les conseillers de la ville qu'il ne pourrait pas soulager le grand nombre de pauvres « si le corps de la ville n’y prenait part ». Une épidémie de peste incite les bourgeois de l'Hôtel-Dieu à ouvrir une souscription pour aider les enfants malheureux. Kleberger est ainsi inscrit sur la première ligne : « un marchand allemand, 500 livres », gagnant le surnom qui ne le quittera plus.
Le 19 avril 1535, il se remarie avec Pelonne de Bonzin, connue plus tard sous le nom de la Belle Allemande, dont il a un fils David en 1538.
Généreux donateur à l'Aumône générale créée à Lyon en 1534, devenue l'Hospice de la Charité, le 10 décembre 1545, il reçoit l'échevinage de la ville de Lyon et meurt l'année suivante le 6 septembre.
Rabelais a rencontré Kleberger, dont il cite le nom dans son Cinquième Livre : « Je y veiz un rénocéros du tout semblable à celluy que Hans Cleberg m'avoit autresfoys monstré ... ». Michel de Nostredame, le fameux Nostradamus qui, comme Rabelais, avait fait ses études de médecine à Montpellier, écrit, à propos de Lyon : « la faculté de médecine estoit souverainement faite ». Les Allemands y sont bien implantés, ainsi la maison Imhoff de Nuremberg pour laquelle travaille Kleberger avant de devenir selon Ehrenberg le premier grand financier allemand au sens moderne du terme.
Selon Sigismond Hugonet, religieux de l'Île Barbe, Kleberger achète en 1522, sur les pentes de la Croix-Rousse, la tour aujourd'hui connue sous le nom de « la Belle-Allemande ». Construite en 1322 à une hauteur de 165 pieds, elle appartenait à la famille de Sathonay. La veuve de Kleberger a ensuite réduit la hauteur de cette tour de 53 pieds et réaménagé le château attenant.

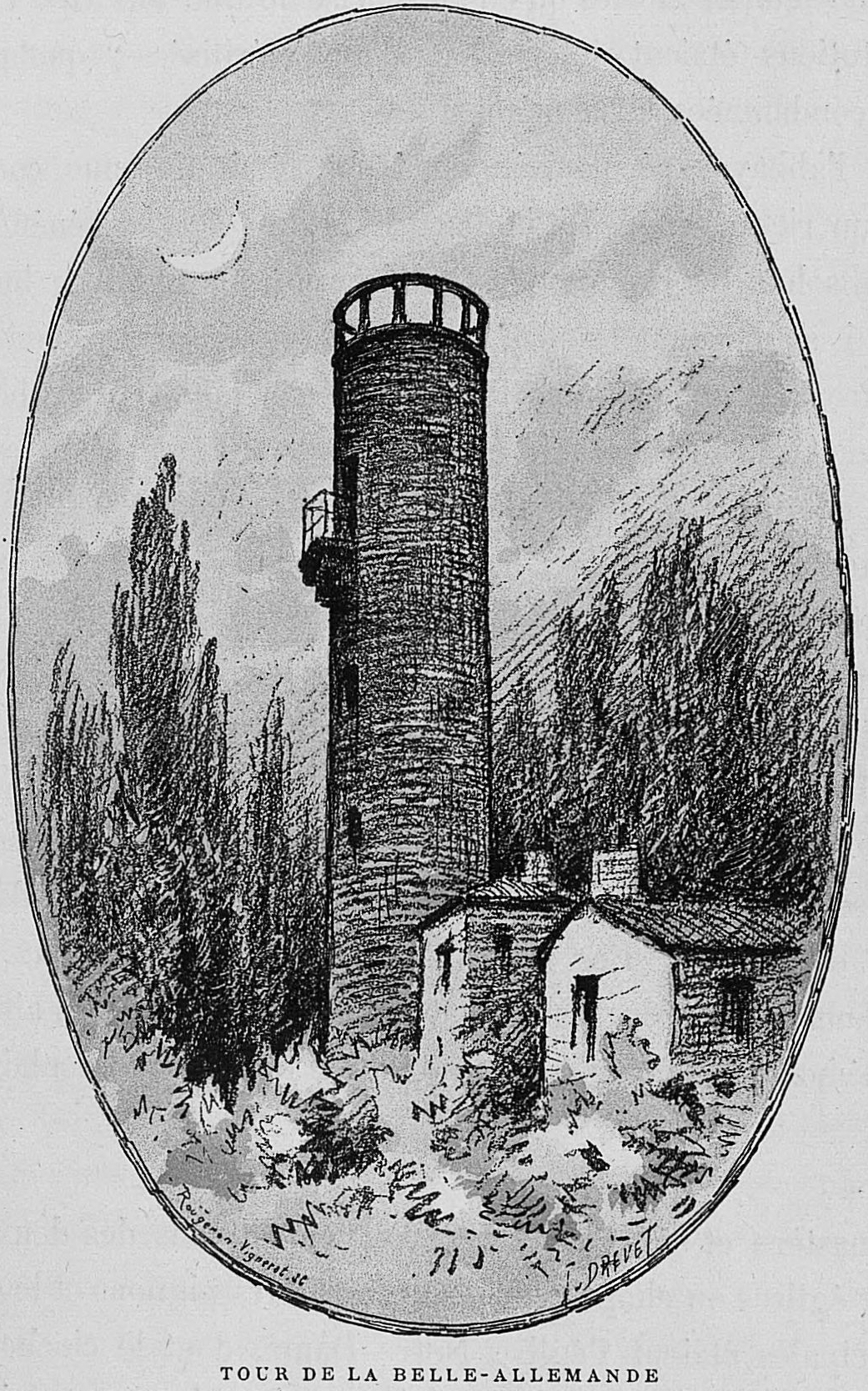
Tour de la Belle-Allemande.
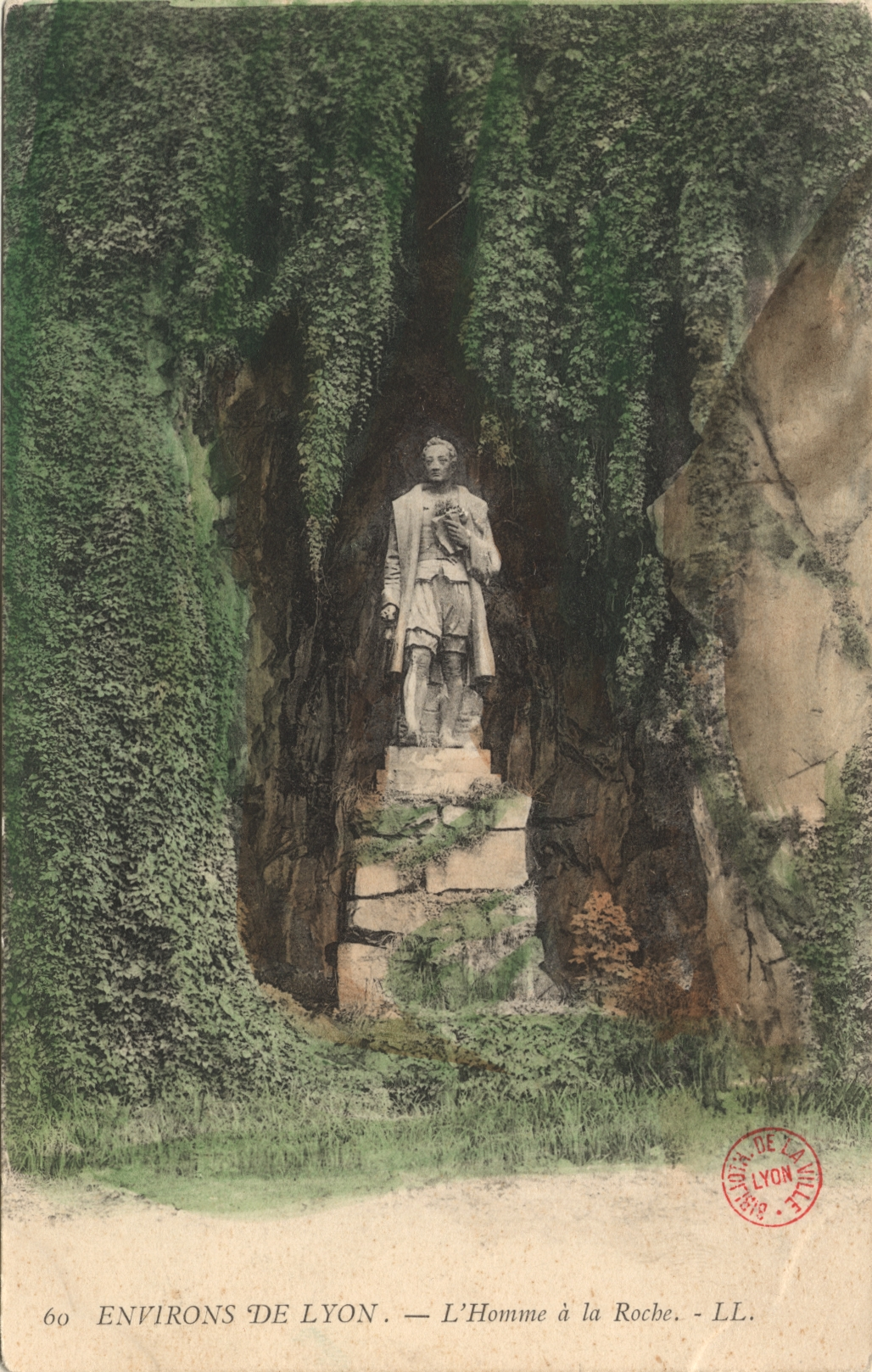
Statue de Jean Kléberger.

## Le portrait peint par Dürer

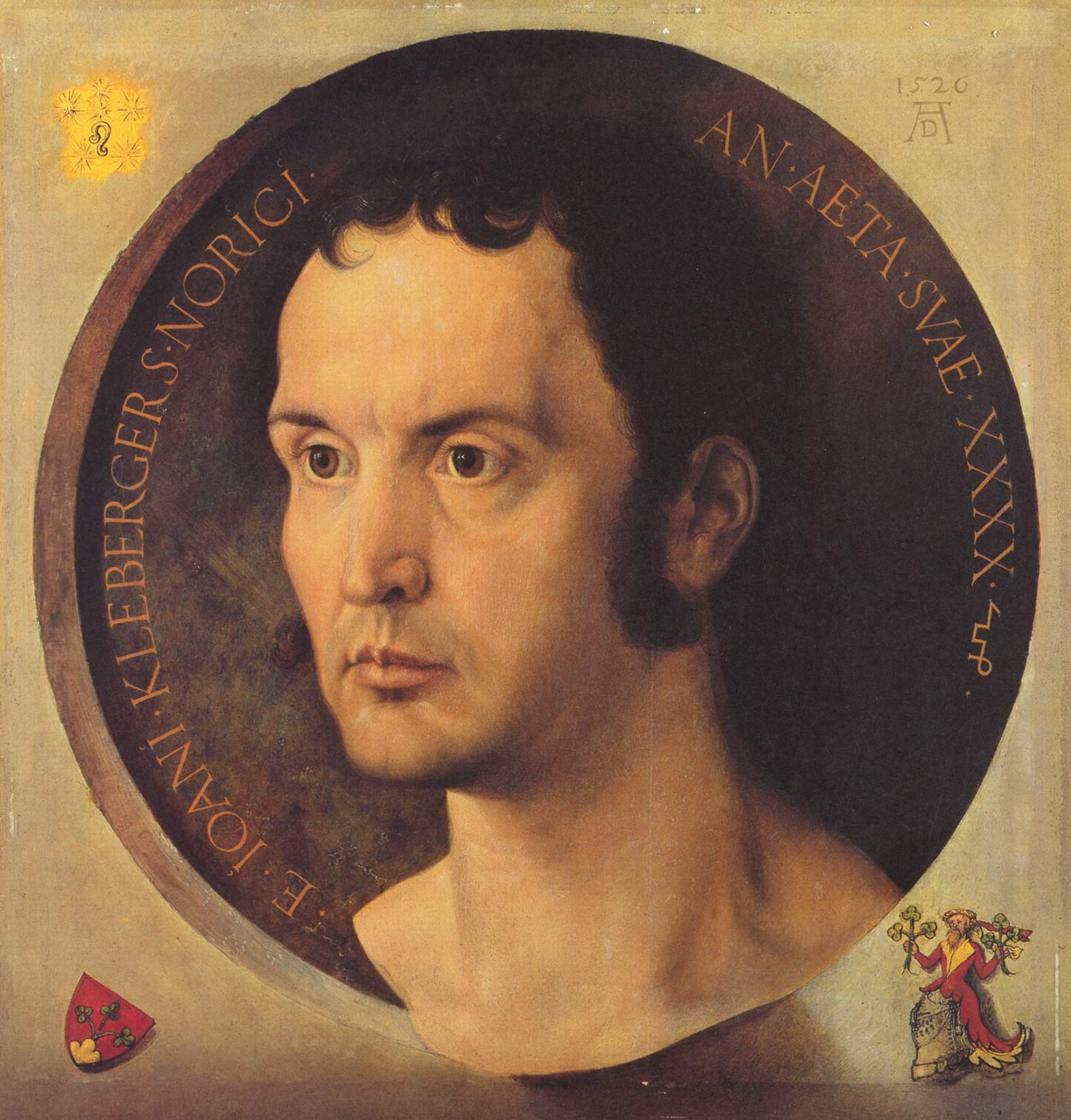
Johannes Kleberger en portrait
par Dürer, en 1525 ou -26
(avant la mort du peintre en 1528) ;
tableau auj. à Vienne (Autriche),
au Kunsthistorisches Museum.

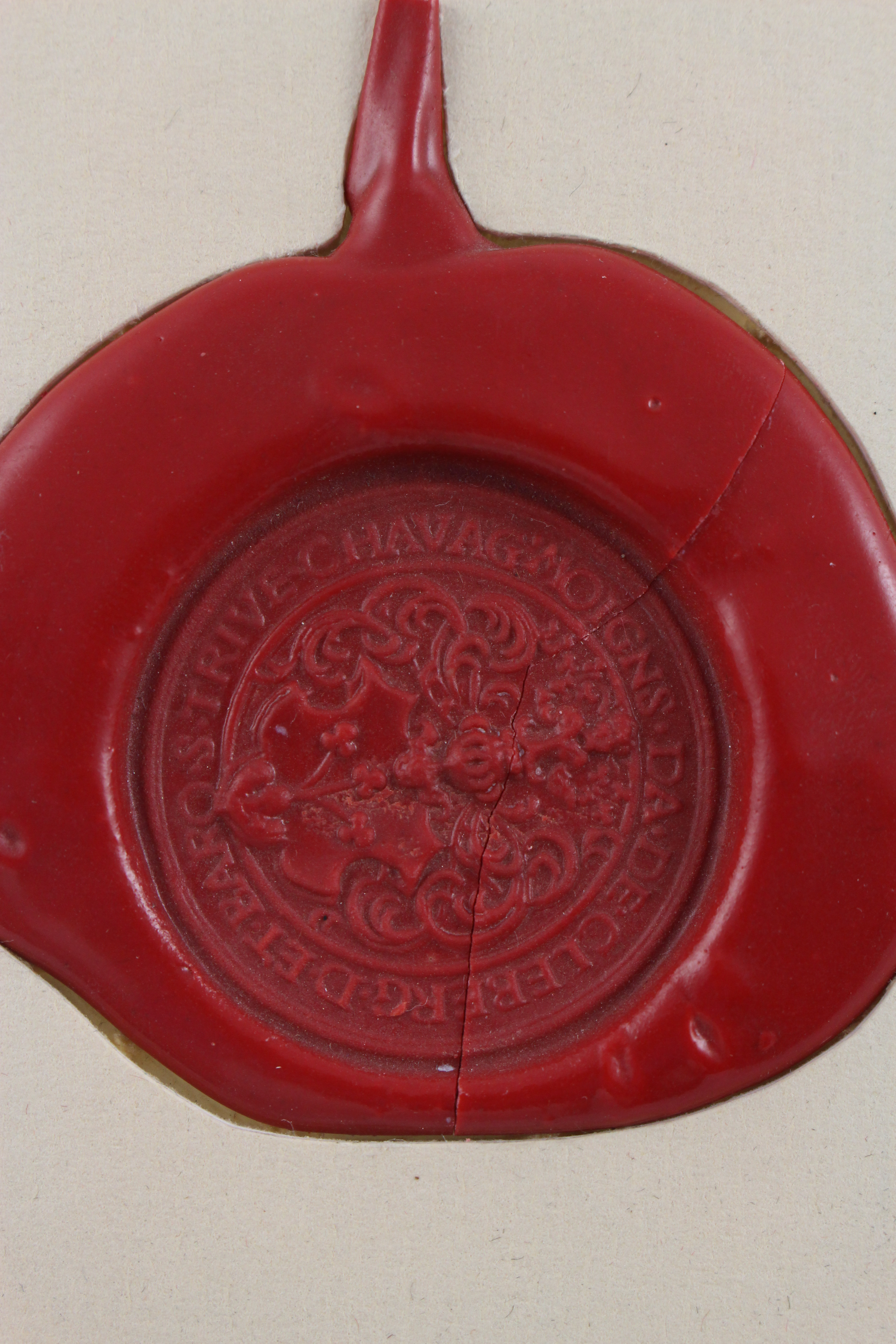
Sceau et matrice de David C.,
fils de Jean (Musée
des Hospices civils de Lyon).

La pose quasi-impériale du sujet est rendue par la technique du maître, exprimant de la sorte la volonté, l'ambition, voire la farouche détermination de celui qui a réussi.